# Хоар, Чарльз Энтони Ричард
Сэр Чарльз Э́нтони Ри́чард Хо́ар (англ. Charles Antony Richard Hoare или Tony Hoare или C.A.R. Hoare; род. 11 января 1934, Коломбо, Цейлон, Британская империя, ныне Шри-Ланка) — английский учёный, специализирующийся в области информатики и вычислительной техники. Наиболее известен как разработчик алгоритма «быстрой сортировки» (1960), на сегодняшний день являющегося наиболее популярным алгоритмом сортировки.
Другие известные результаты его работы: язык Z спецификаций и параллельная модель взаимодействия последовательных процессов (CSP, Communicating Sequential Process). В числе его заслуг — разработка логики Хоара (англ. Hoare Logic), научной основы для конструирования корректных программ, используемой для определения и разработки языков программирования. Хоар создал ряд трудов по созданию спецификаций, проектированию, реализации и сопровождению программ, показывающих важность научных результатов для увеличения производительности компьютеров и повышения надежности программного обеспечения.

## Биография
Родился в Коломбо в Шри-Ланке. Получил степень бакалавра по классическим языкам в Оксфордском университете в 1956 году. Проходил службу в Королевском военно-морском флоте Великобритании в 1956—1958 годы. Изучив русский язык, в 1959 году Хоар обучался в МГУ компьютерному переводу, а также теории вероятностей в школе Колмогорова. В 1960, из-за политического кризиса, связанного с уничтожением разведывательного самолета У-2, он покинул Советский Союз и начал работать в небольшой компании по производству компьютеров Elliott Brothers, где занимался реализацией языка ALGOL60. Там же он начал заниматься разработкой алгоритмов.
В 1968 году стал профессором информатики и вычислительной техники в университете Квинс в Белфасте.
В 1977 году вернулся в Оксфорд, как профессор вычислительной техники, чтобы возглавить исследовательскую группу Programming Research Group, в задачу которой входило укрепление связей промышленных, академических и государственных структур, работающих в сфере информационных технологий. Тематика его исследований в Оксфорде: корректность программных спецификаций, проектирование и разработка критичных и некритичных систем.
В 1999 году вышел на пенсию в звании почетного профессора и перешёл на должность ведущего исследователя в Microsoft Research в Кембридже, где и работает на момент 2011 года.

## Награды
В число наград входят:
- 1980 — Премия Тьюринга (премия ACM) за «его выдающиеся достижения в определении и дизайне языков программирования»[5].
- 1981 — Мемориальная премия Гарри Гуда.
- 1985 — Медаль Фарадея.
- 1990 — Пионер компьютерной техники.
- 2000 — рыцарский титул за заслуги в области образования и компьютерных наук, Премия Киото[6].
- 2006 — Fellow Awards от Музея компьютерной истории.
- 2011 — Медаль Джона фон Неймана.

В 2013 году был удостоен звания почетного доктора Санкт-Петербургского национального исследовательского университета информационных технологий, механики и оптики.

## Книги
- O.-J. Dahl, E. W. Dijkstra and C. A. R. Hoare, Structured Programming. Academic Press, 1972. ISBN 0-12-200550-3. Перевод: Дал У., Дейкстра Э., Хоор К., Структурное программирование. М.:"Мир", 1975.
- C. A. R. Hoare, Communicating Sequential Processes. Prentice Hall International Series in Computer Science, 1985. ISBN 0-13-153271-5 hardback or ISBN 0-13-153289-8 paperback. Перевод: Хоар Ч., Взаимодействующие последовательные процессы . М: Мир, 1989.
- C. A. R. Hoare and M. J. C. Gordon, Mechanised Reasoning and Hardware Design. Prentice Hall International Series in Computer Science, 1992. ISBN 0-13-572405-8.
- C. A. R. Hoare and He Jifeng, Unifying Theories of Programming. Prentice Hall International Series in Computer Science, 1998. ISBN 0-13-458761-8.